# Distretto di Mandi Bahauddin
Il distretto di Mandi Bahauddin (in urdu: ضلع منڈی بہاؤالدین) è un distretto del Punjab, in Pakistan, che ha come capoluogo Mandi Bahauddin. Nel 1998 possedeva una popolazione di 1.160.552 abitanti.